# Vlasta Macková
Vlasta Macková (5. května 1920 Česká Třebová – 18. dubna 2017), roz. Litochlebová, byla česká skautka, v letech 1968–1970 a 1989–1992 náčelní Junáka.

## Život
Vlasta Macková se narodila 5. května 1920 v rodině středoškolského profesora Antonína Litochleba a Józy Litochlebové v České Třebové. Rodiče Vlasty stáli u zrodu skautingu v České Třebové. Profesor Litochleb redigoval mimo jiné čtrnáctideník Náš kraj, byl okresním zpravodajem Svazu skautů. Matka Vlasty – sestra Józa absolvovala 2. lesní školu vedenou Emilií Milčicovou a vedla dívčí oddíl.

### Mládí a skauting
Vlasta byla skautkou již od dětství, nejdříve jako „šotek“ (současné Světlušky) pod vedením sestry Józy. Dívky hrály různé hry, učily se základy hygieny a péči o zdraví, zpívaly národní písně atd. V červnu roku 1931 se Vlasta zúčastnila spolu se sedmi kamarádkami Všeslovanského sjezdu skautů a skautek – Jamboree v Praze. Zde se setkala se skauty z různých zemí, kteří měli postaveny stanové tábory ve Stromovce. Účastnila se průvodu skautů a skautek Prahou 22. června 1931, na Pražském Hradě je z balkonu pozdravil a pronesl projev prezident T. G. Masaryk. Později byla také účastnicí podobných setkání v Polsku a Jugoslávii.
Družina, do které Vlasta chodila, se zúčastnila jako cvičná Lesní školy Emilie Milčicové, současně se připravovala na župní závody. Dívky se učily morseovku, ale i opravovat nebo postavit stan v určeném čase. Na župních závodech skončila družina na druhém místě.
V roce 1934 se rodina profesora Litochleba přestěhovala do Hradce Králové. Vlasta jako aktivní skautka založila v Hradci Králové družinu Vlčích máků a již v 17. letech složila vůdcovské zkoušky. Také začala přispívat do časopisu „Zákon mládí“. V témže roce vyhrála díky své bezprostřednosti a pohotovosti konkurz a jako delegátka, zastupující české skautky, odjela do USA na „Silver Jubilee“ – Stříbrné jubileum amerických skautek, pořádané k 25. výročí amerického dívčího skautingu. Vlasta cestovala vlakem a proto několik dní mohla strávit ve Francii. Navštívila světovou výstavu v Paříži i Louvre. Z Cherbourgu cestovala lodí Queen Mary do Spojených států. Vlasta a ostatní Evropanky byly přijaty zakladatelkami amerického skautingu ve skautském táboře Andree Clark v Briarcliff Manor, (New York) kde se setkání konalo. Získala doživotní přátele i mezinárodní kontakty. I v New Yorku Vlasta navštívila různé památky a zajímavá místa např. Empire State Building.“
V roce 1939 se Litochlebovi přestěhovali do Prahy. Vlasta se záhy zapojila do práce ve zpravodajském odboru Ústředí Junáka na Vinohradech, pracovala také jako instruktorka lesní školy. Od září 1939 začala studovat na Filozofické fakultě Univerzity Karlovy, ale v říjnu téhož roku byly vysoké školy zavřeny. Vlasta absolvovala obchodní abiturientský kurz, naučila se základy účetnictví i těsnopis. Nepřestala se věnovat psaní do časopisu „Zákon mládí“.

### Léta 1945–1989
V květnu 1945 Vlasta pracovala jako dobrovolná ošetřovatelka. Náčelní Vlasta Koseová ji nabídla místo tajemnice dívčího kmene a později také místo zahraniční zpravodajky. Vlasta Macková obě funkce přijala. Také pořádala lesní školy až do zákazu skautingu v roce 1950. Poté zůstala v domácnosti, byla vdaná a věnovala se rodině. V roce 1949 se jí narodil syn Honzík, později dvě dcery a další syn.
Jejím vzorem a učitelkou byla Vlasta Koseová a Vlasta Macková s ní udržovala pevné přátelství. Protože se jí narodila neslyšící dcera, angažovala se Koseová v Mezinárodní organizaci neslyšících. Vlasta Macková se zapojila také a krátce pracovala jako redaktorka měsíčníku pro neslyšící, její sestra Mirka založila v roce 1946 skautský oddíl neslyšících.
Později Vlasta Macková dělala vychovatelku ve školní družině, vedla kroužky němčiny a angličtiny. Stále udržovala korespondenci se svými přáteli v zahraničí.
Období pražského jara umožnilo v březnu 1968 obnovit organizaci Junák. Vlasta Macková se stala náčelní českých skautek a federální místonáčelní. Za dva roky, v roce 1970 byl opět skauting zrušen. Oddíly většinou zanikly nebo dívky a chlapci vstoupily do jiných organizací, např. do turistického oddílu, Červeného kříže nebo do Pionýra.

### Aktivní i v pozdním věku
Po sametové revoluci se Vlasta Macková zapojila do obnovy skautingu, bylo jí již 70 let. Po schůzce Ústřední rady Junáka 6. ledna 1990 se 19. května konal IV. sněm Junáka v Národním domě. Byla zvolena nová Ústřední rada, starostka a Vlasta Macková byla zvolena náčelní dívčího kmene. Zúčastnila se 27. ročníku mezinárodní konference skautek v Singapuru, kde byly české skautky opět přijaty do světové asociace skautek (WAGGGS). Čeští skauti byli přijati do WOSM na 32.světové konferenci skautů v Paříži. Po 44 letech se mohlo tedy šest delegátů České republiky zúčastnit na XVII. světovém skautském jamboree, které se konalo roku 1991 v Koreji.
Vlasta Macková setrvala ve funkci do roku 1992, následně byla zvolena čestnou náčelní a byl jí udělen Řád stříbrného trojlístku, nejvyšší vyznamenání pro české skautky, stala se členkou Svojsíkova oddílu. V roce 2001 byla vyznamenána nejvyšším vyznamenáním WAGGGS, Bronzovou medailí. Zemřela 18. dubna 2017.